# 日本共産党中央委員会

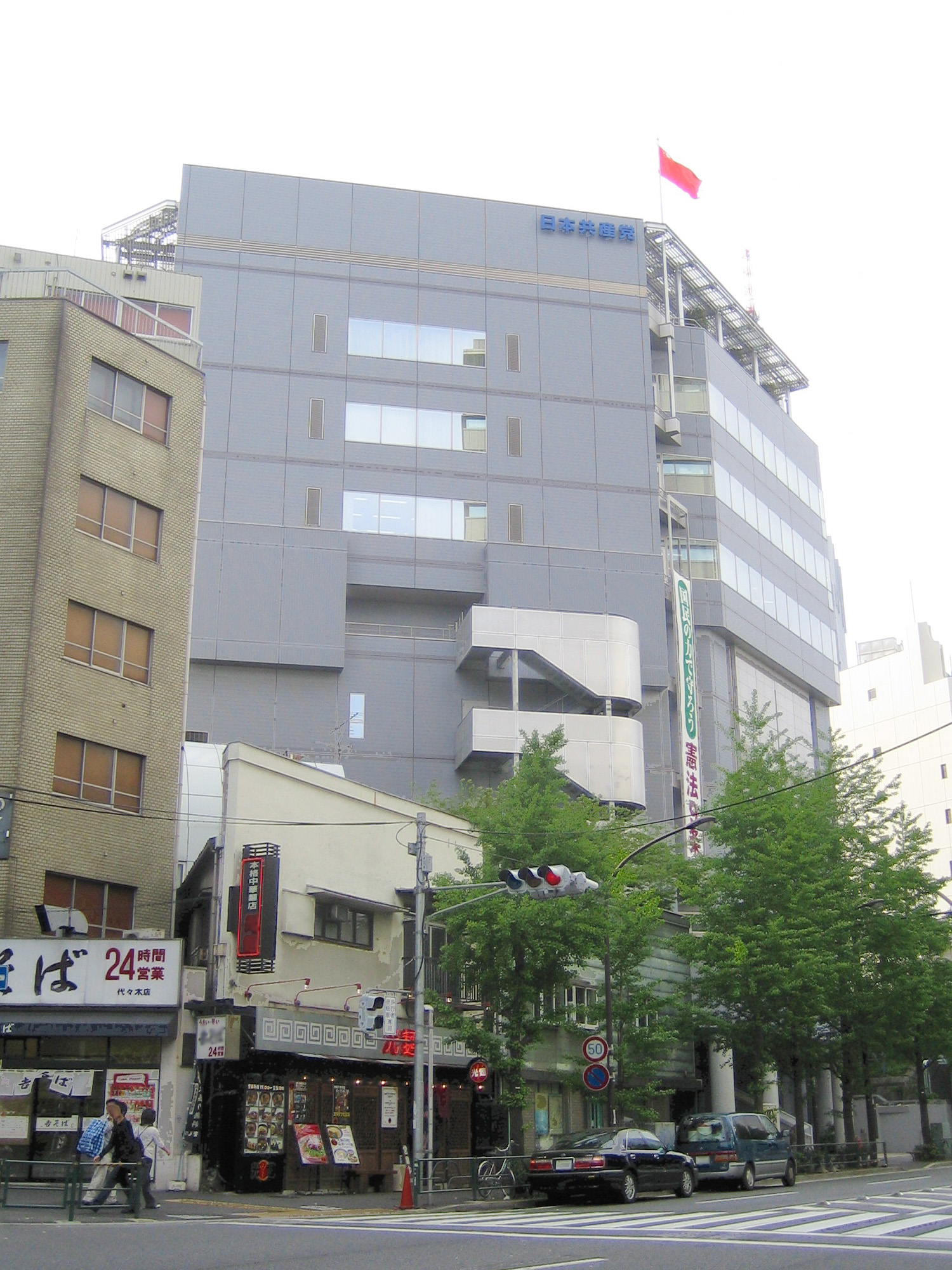
「中央委員会」が所在する
日本共産党本部ビル

日本共産党中央委員会（にほんきょうさんとうちゅうおういいんかい、英語: The Central Committee of the Japanese Communist Party）は、日本共産党の中央指導機関（執行機関）である。
東京都渋谷区千駄ヶ谷の「日本共産党本部ビル」に所在する。
現在は計200名強の中央委員と准中央委員から構成され、中央委員会総会による意思決定と内部にある幹部会・常任幹部会の代行による指導（執行）機関としての役割を持つ。
同時に各分野の決議機関並びに党務を処理する「書記局」とその傘下に各種事務部門を備える同党の本部である。

## 概要
党は支部 - 地区 - 都道府県 - 中央という形で階層的に党員を組織している。中央委員会はこのうち中央組織の執行機関にあたり、党大会から次の党大会まで全党を指導し、党大会の決定の実行に責任を負う。より具体的な主要任務は日本共産党規約（以下、規約）第21条が以下の8か条に定式化している（抜粋）。
1. 対外的に党を代表し、全党を指導する。
2. 中央機関紙（現在は「しんぶん赤旗」）を発行する。
3. 党の方針と政策を、全党に徹底し、実践する。その経験をふまえてさらに正しく発展させる。
4. 国際問題および全国にかかわる問題について処理する責任をおう。
5. 科学的社会主義にもとづく党の理論活動をすすめる。
6. 幹部を系統的に育成し、全党的な立場で適切な配置と役割分担をおこなう。
7. 地方党組織の権限に属する問題でも、必要な助言をおこなうことができる。
8. 党の財政活動の処理と指導にあたる。

### 中央委員会と各機構
党大会と中央委員会は、中央組織における決議機関と執行機関の関係にある。規約では中央委員会をはじめ都道府県委員会、地区委員会など、各級党組織の執行機関は「指導機関」と総称されている。中央委員会は党大会を召集し、報告と議案の提出を行う（第19条）。大会は原則として2年から3年に1度の頻度でひらくが、特別な事情のもとでは、中央委員会の決定によって、党大会の招集を延期することができる。この規定に基づいて、たとえば、中央委員会は2008年8月の第7回総会で2009年1月に予定していた第25回大会を延期することを決定している。臨時党大会も中央委員会が必要と判断して決議した場合に、前大会の代議員によって、3ヶ月以内にひらくことができる。中央委員会は大会の招集日と議題をおそくとも3ヶ月前に全党に知らせ、党大会の代議員選出の方法と比率も決定する。大会は、基本的には代議員から構成されるが、それに選ばれていない中央委員と准中央委員も評議権を有する。
内部には権限の大きさと任務の内容にしたがって中央委員会総会、幹部会、常任幹部会等の合議制機関が階層的に配置されている。中央委員会総会を最高決議機関とし、常任幹部会や書記局、中央機関紙編集委員会などが日常的な指導や事務処理をつかさどっている。書記局はさまざまな部署に分かれた中央委員会の内部機構を統括している。

### 選出方法
中央委員会は中央委員と准中央委員をもって組織する合議制の機関である。中央委員と准中央委員はどちらも党大会で選挙によって選出される。その際、中央委員会は次期委員として候補者を推薦する。代議員（選挙人）も自由に候補者を推薦することができ（第13条）、これは自薦も含まれる。2020年1月の第28回党大会は193人の中央委員と28人の准中央委員を選出した。
委員は党大会が選出するのが原則だが、中央委員会の判断で必要に応じて准委員から補うこともできる（規約23条）。この規定は主に欠員が生じた場合適用されることがある。また、病気などのやむを得ない理由で任務を続けることができない委員・准委員は、本人の同意をえて、中央委員会の3分の2以上の多数決で解任することができる。その場合、次の党大会に報告し承認をうける。
准中央委員は第14回大会までは「中央委員候補」と呼ばれた。中央委員と異なり、中央委員会に置くかは任意である。また中央委員会総会でも決議権を持たず、評議権のみで出席する。従来は十数人程度で、待機・補充枠の意味合いが強かったが、第25回党大会からは将来の幹部育成枠として位置づけられ、人数も倍以上に拡充された。
国会議員は中央委員であることが普通であるが、規約に中央委員でなければ党の国会議員になれない（衆議院議員総選挙・参議院議員通常選挙に出馬出来ない）という規定はなく、実際に例外もある。たとえば、2013年の第23回参議院議員通常選挙で参議院議員に当選した吉良佳子と辰巳孝太郎は、2014年の第26回大会で准中央委員に選出されるまで委員ではなかった。また、日本共産党が躍進した2014年の第47回衆議院議員総選挙では、斉藤和子や池内沙織などのように、党内地位が都道府県委員（それぞれ千葉県委員と東京都委員）のまま国会議員に当選したケースが多く見られた。この場合、議員秘書は中央勤務員であるため、議員より議員秘書のほうが党内序列が高いこともある。また、1970年の第11回党大会で幹部会委員長に選出され、実質的な党最高指導者であった宮本顕治は、1977年の第11回参議院議員通常選挙で参議院議員に当選するまで国会議員ではなかった。これらの点が、「国会議員でないと執行部入りすることができない」ことが一般的な他党と大きく異なっている。

## 中央委員会総会
通称「中総」。中央委員会総会は中央委員会の最高決議機関であり、文字通りすべての中央委員と准中央委員が出席する。ただし、准委員は評議権をもつが、決議権をもたない。1年に2回以上開くことが定められているほか、中央委員の3分の1以上の要求があったときも開かなければならない（第23条）。第24回大会期である2006年1月から2010年1月の4年間では、計11回開催された。回数は党大会のたびに最初から数え直すのが慣例であり、「○期×中総」ないしは「○回大会×中総」（○・×はそれぞれ大会と中総の回数）と略する場合もある。「中央委員会」が決めるものと規約に定められた事項は、中央委員会総会を通じて最終決定がなされる。近年はUstream、およびYouTubeの「日本共産党Movieチャンネル」において、その模様が一般に配信されている。
中央委員会総会が決定する人事事項は次のとおり。
- 中央委員会幹部会委員と幹部会委員長、幹部会副委員長若干名、書記局長を「選出」する。また、中央委員会議長を選出することができる。幹部会委員長・幹部会副委員長・書記局長は党内を含めて一般に「党三役」（議長を含めると党四役）として扱われている[7]。
- 訴願委員会、規律委員会、監査委員会の委員を「任命」する。
- 名誉役員をおくことができ、その場合は中央委員会が党大会に報告し承認をうける。名誉役員は中央委員を20年以上務めた人から選出される。かつては名誉議長・名誉幹部会委員・中央委員会顧問の3種があったが、2000年の日本共産党第22回大会での規約改正で現在は一本化されている。

党大会が新委員を選出をすると、ただちにその党大会における第1回総会（1中総）が開催される。1中総はまず、前大会期の常任幹部会の提案にもとづいて中央委員会議長（任意）、幹部会委員長、幹部会副委員長（若干名）および書記局長を選出する。次にこれら新3役（議長がいる場合は4役）の提案にもとづいて中央委員会幹部会委員を選出し、ここでいったん1中総は休会する。入れ替わりで新幹部会が会議に入り、常任幹部会委員を選出し、中央機関紙編集委員会と書記局員（書記局長除く）を任命する。これを終えると1中総を再開してその人事を報告し、最後に総会は訴願、規律、監査の3委員会の委員を幹部会の提案にもとづいて任命する。この間、党大会は暫時休憩に入り、再開後に三役や幹部会委員の紹介が行われる。
なお、幹部会委員長・副委員長や書記局長が常任幹部会委員になるという明文規定はないが、幹部会委員長・副委員長や書記局長が常任幹部会委員でなかった例もまたない。中央委員会議長については、1970年（昭和45年）の第11回大会時点で現任だった野坂参三は幹部会委員を外れ、事実上の名誉職に棚上げされたが、1982年（昭和57年）の第16回党大会で就任した宮本顕治は常任幹部会委員でもある事実上の序列1位となり、名誉職ではなくなった。
2020年1月の第28回党大会最終日に開かれた第28回大会第1回中央委員会総会は幹部会委員長に志位和夫、書記局長に小池晃、幹部会筆頭副委員長に山下芳生、幹部会副委員長に市田忠義、緒方靖夫、倉林明子、田村智子、浜野忠夫の5名を選出し、議長は選ばなかった。
4年ぶりに行われた2024年1月の第29回党大会最終日に開かれた第29回大会第1回中央委員会総会では、23年続いた志位委員長が退任して議長となり、幹部会委員長に田村智子が就任し党史上初の女性委員長となった。書記局長に小池晃が続投し、幹部会筆頭副委員長に山下芳生、幹部会副委員長に市田忠義、緒方靖夫、倉林明子、浜野忠夫に加え、新たに田中悠が書記局長代行を兼務する形で副委員長に就いた（序列は筆頭の山下に次ぐ地位）。また、政策委員長として山添拓が党幹部会役員に加わり、30代・40代の若手党員が新たに登用された。なお、委員長・議長を歴任し、長きにわたり党の理論的支柱を担ってきた不破哲三は今回、中央委員・幹部会委員から外れて名誉役員となり、党運営の一線から退いた。

中総の決定は民主集中制の原則により、終了後直ちにしんぶん赤旗日刊紙・電子版および『ブックレット』と呼ばれる小冊子に掲載され全党員に伝えられる。党員は決定文書を発表後速やかに読了し、その事実を所属する支部に報告し、支部党会議において意見を述べる「討議」をしなければならない。支部は地区委員会に、地区は都道府県委員会に、都道府県は中央委員会に報告し、「（党大会ないし中央委員会総会）終了後1週間以内の読了率」「2週間以内の支部での討議実施割合」などという形で公表して、党内が一枚岩であることを誇示する。

## 幹部会
中央委員会幹部会は中央委員会総会に次ぐ決議機関である。他の共産主義党派における政治局に当たる。規約は総会から次の総会までの間、中央委員会の職務を行うと規定している（第24条）。中央委員会総会の選出する幹部会委員で組織され、幹部会委員長と副委員長を役員とする。幹部会は常任幹部会委員を選出し、書記局長を責任者とする書記局を設け、書記局員を任命する。また、中央機関紙の編集委員を任命する。これらの人事は党大会中に開かれる最初の幹部会で行われる（中央委員会総会の節を参照）。
通常、中央委員会総会が開かれる前日に開催されるが、その実態について報道されることは少なく、総会のための「幹部会報告」が機関紙で公表される程度であることが多い。ただ、幹部会の「決議」等が公表されることもある。

規約上明示されてはいないものの、幹部会委員長は党内外から事実上の党首と扱われることが通常である。
国会の党首討論や赤旗まつりでのトリ演説は幹部会委員長が務める。現在は、中央委員会総会に対する「幹部会報告」も、幹部会に対する「常任幹部会報告」も行っている。
第29回大会第1回中央委員会総会で中央委員会が選出した幹部会委員は以下の61人。
（凡例：衆＝現職衆議院議員、参＝現職参議院議員、元＝前・元国会議員）
赤嶺政賢（衆）/ 鮎沢聡 / 石山淳一 / 市田忠義（副委員長・元参）/ 井上哲士（参）/ 岩井鐵也 / 岩崎明日香 / 岩渕友（参）/ 植木俊雄 / 内田裕 / 大久保健三 / 太田善作 / 大幡基夫（元衆）/ 大山とも子 / 岡嵜郁子 / 緒方靖夫（副委員長・元参）/ 小倉忠平 / 笠井亮（衆）/ 紙智子（参）/ 吉良佳子（参）/ 倉林明子（副委員長・参）/ 小池晃（書記局長・参）/ 小木曽陽司 / 穀田恵二（衆）/ 駒井正男 / 坂井希 / 沢田博 / 志位和夫（議長・衆）/ 塩川鉄也（衆）/ 柴岡祐真 / 高橋千鶴子（衆）/ 田川実／田中悠（副委員長・書記局長代行）/ 田邉進 / 田邉良彦 / 谷本諭 / 田村一志 / 田村智子（委員長・参）/ 千葉隆 / 堤文俊 / 寺沢亜志也 / 土井洋彦 / 中井作太郎 / 浜野忠夫（副委員長）/ 土方明果 / 広井暢子 / 藤井正人 / 藤田文 / 藤田健 / 藤野保史（元衆）/ 藤原正明 / 松田隆彦 / 村主明子 / 本村伸子（衆）/ 山口富男（元衆）/ 山下芳生（筆頭副委員長・参）/ 山添拓（政策委員長・参）/ 山村糸子 / 山本豊彦 / 若林義春 / 渡辺和俊

## 常任幹部会
常任幹部会は、幹部会に次ぐ決議機関であり、幹部会の職務を日常的に遂行する（第24条）。委員は幹部会が選出する。常任幹部会に委員長・議長などの役職はない。1955年の第6回全国協議会で、政治局に代わる集団指導機関として設置。1958年に「幹部会」と改称したが、1964年の第9回党大会で幹部会員4名で構成するインナーの形で新設された。
1966年の第10回党大会までは、常任幹部会員（1970年の第11回党大会より「常任幹部会委員」）の序列が公表されていたが、第11回党大会より常任幹部会委員の名簿が50音順で公表され、序列が非公表となった。共産党は各人の職位や任務を「身分的な序列ではない」として党内序列の存在を否定している。
第29回大会時に幹部会が選出した常任幹部会委員は以下の25人。
（凡例：衆＝現職衆議院議員、参＝現職参議院議員、元＝前・元国会議員）
市田忠義（副委員長・元参）/ 岩井鐵也 / 大幡基夫（元衆）/ 岡嵜郁子 / 緒方靖夫（副委員長・元参）/ 紙智子（参）/ 吉良佳子（参）/ 倉林明子（副委員長・参）/ 小池晃（書記局長・参）/ 小木曽陽司 / 坂井希 / 志位和夫（議長・衆）/ 塩川鉄也（衆）/ 田中悠（副委員長・書記局長代行）/ 田村智子（委員長・参）/ 堤文俊 / 寺沢亜志也 / 中井作太郎 / 浜野忠夫（副委員長）/ 土方明果 / 広井暢子 / 藤田文 / 山下芳生（筆頭副委員長・参）/ 山添拓（政策委員長・参）/ 若林義春

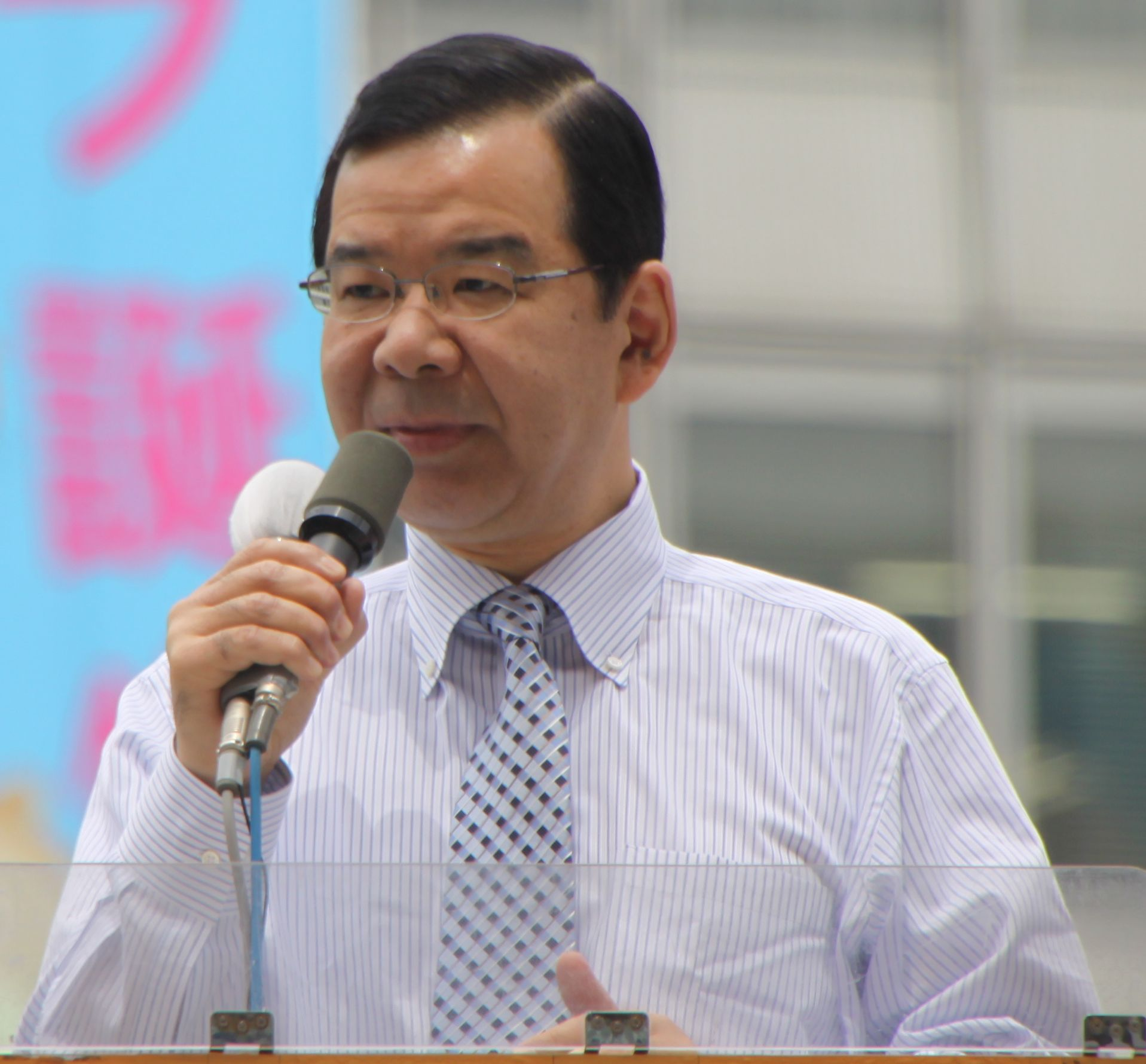
志位和夫 （議長）
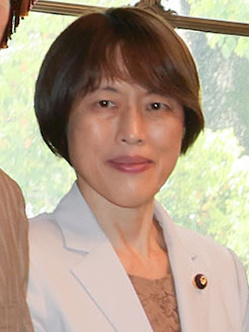
田村智子 （委員長）
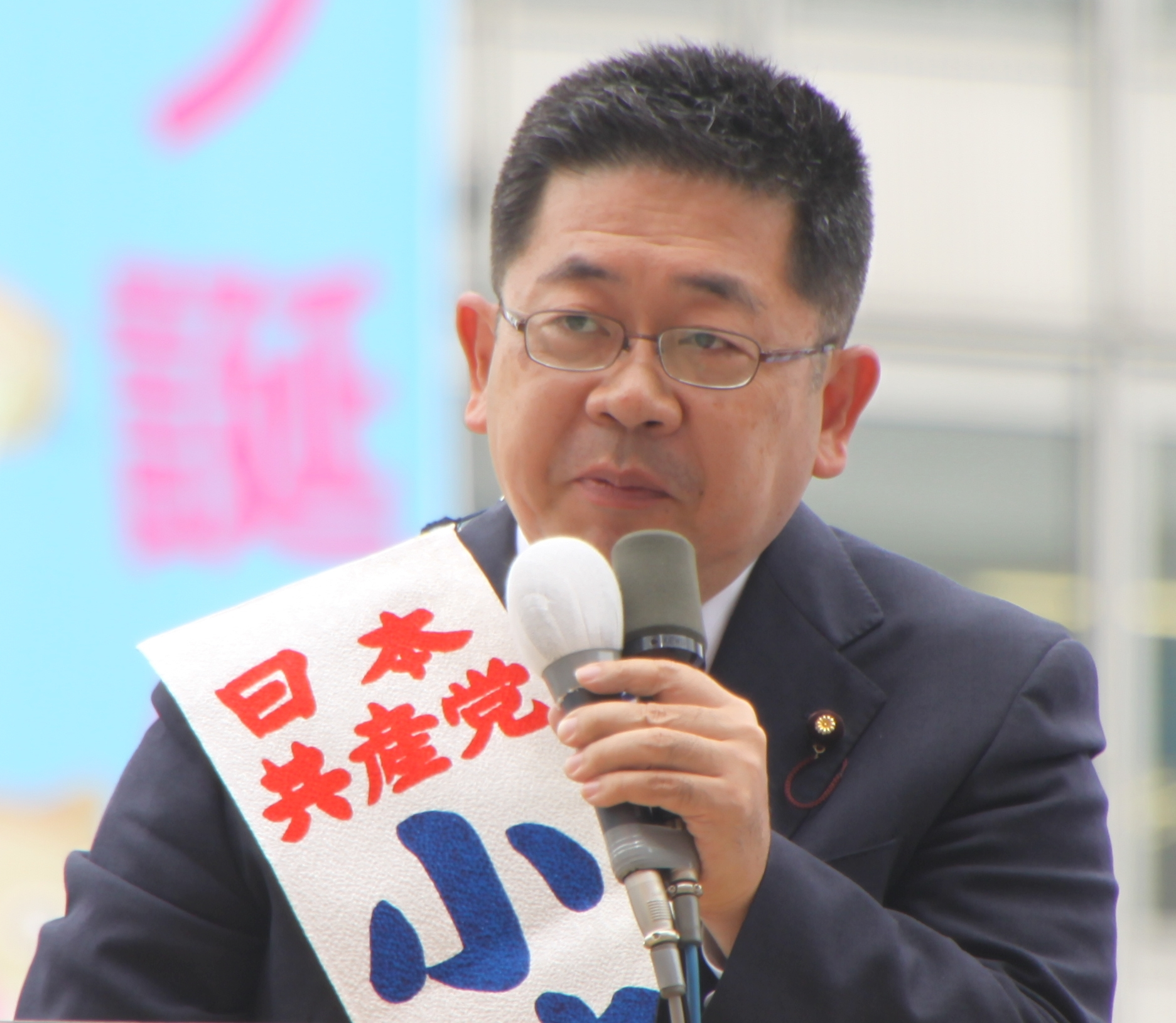
小池晃 （書記局長）
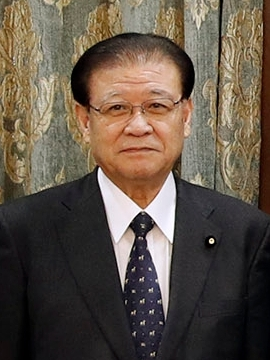
市田忠義 （副委員長）
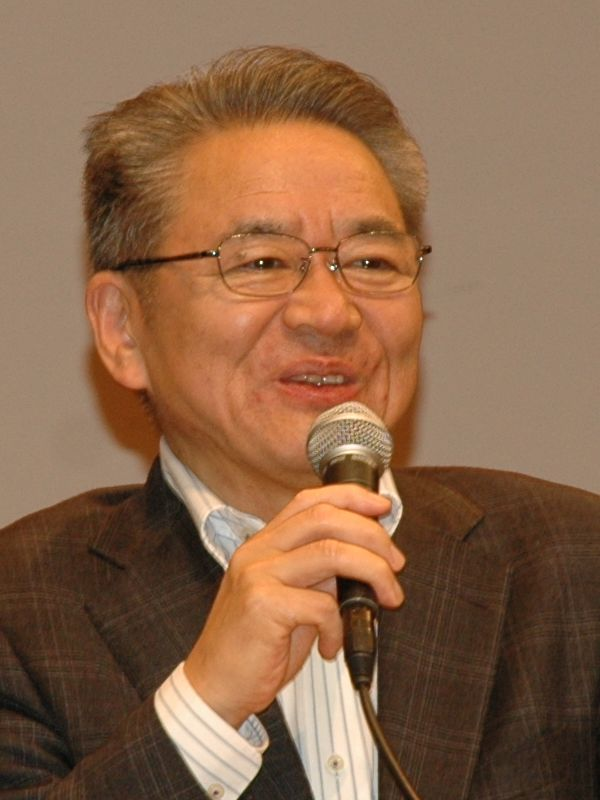
緒方靖夫 （副委員長）
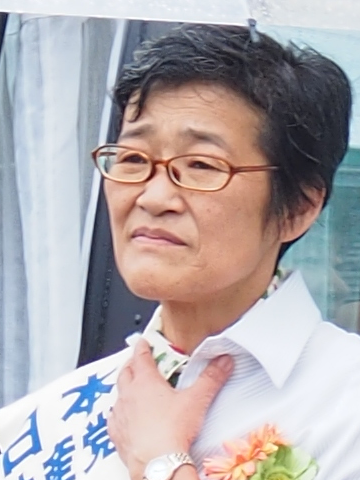
倉林明子 （副委員長）
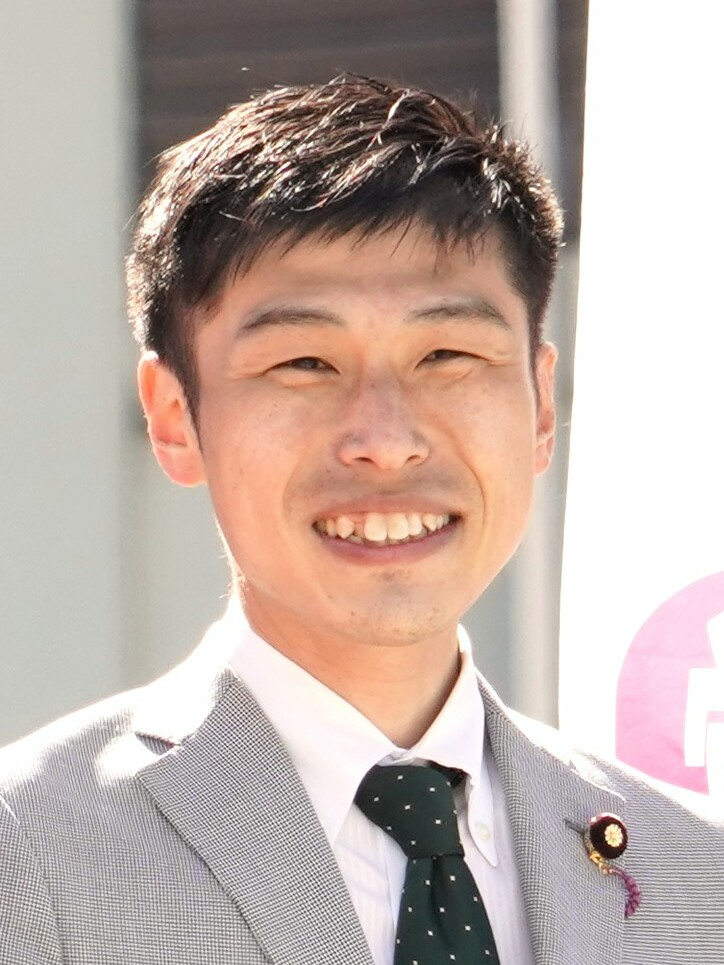
山添拓 （政策委員長）

## 書記局
書記局は、幹部会・常任幹部会の指導下で中央委員会の日常活動を処理する(第24条)。幹部会の職務を日常的に遂行するのは常任幹部会なので、通常時は常任幹部会が指導している。中央委員会総会が責任者としての書記局長を選出し、幹部会が書記局の設置と局員の任命を行う。第29回大会時に総会が選出した書記局長と幹部会が任命した書記局員19人（次長含む）は以下の通り。
（凡例：常＝常任幹部会委員、幹＝幹部会委員、中＝中央委員、准＝准中央委員、議＝国会議員）
- 書記局長：小池晃（常・議）
- 書記局長代行：田中悠（常）
- 書記局次長：中井作太郎（常）/ 堤文俊（常）/ 土方明果（常）/ 土井洋彦（幹）
- 書記局員：岩崎明日香（幹）/ 大幡基夫（常）/ 岡嵜郁子（常）/ 坂井希（常）/ 沢田博（幹）/ 田川実（幹）/ 田村一志（幹）/ 辻慎一（中）/ 寺沢亜志也（常）/ 藤井正人（幹）/ 藤田健（幹）/ 村主明子（幹）

書記局長は中央委員会総会で直接選出される役職であり、書記局長の職務内容は他党で言う幹事長に相当し、一般に党三役の一員と認められている。国会で各政党がとりもつ「幹事長・書記局長会談」にある「書記局長」とは日本共産党のこの役職のことである。党の方針や予定候補者発表などで記者会見を行う機会が多い。

### 委員会・部局
書記局の下には中央委員会の活動を分掌する各種委員会・部局（政策委員会、国際部、出版局など）が設けられている。これら部局の責任者は中央委員で、他に一般の党職員（中央委員会勤務員）が従事している。「書記局○○局（委員会）」ではなく「中央委員会○○局（委員会）」と名乗るのが通例である。
「社会科学研究所」（所長：不破哲三、副所長：山口富男）は中央のシンクタンクであり、第21条第5項に定められた「科学的社会主義にもとづく党の理論活動」をつかさどる。
出版局は党の基本文献や各種教宣物を出版する。国会論戦集や大会決定のほか、第8回大会以後の中央委員会総会の決定集や、同党の宣伝パンフレット、『日本共産党重要論文集』『日本共産党国際問題重要論文集』といった論文集、党史などがあり、日本の一般書店で購入することも可能である。
なお、過去に出版局は、共産党を除名された敵対人物や敵対セクト、他党派を批判する出版物も多数発行してきた。敵対人物については、伊里一智に対する『投降主義者の観念論史観』（1986年）（「変節者のあわれな末路」(「赤旗」1986年3月18日、3月19日）、「退廃と遊戯の『哲学』--浦地実『＜ポスト・モダン＞と唯物論』批判」(『前衛』1986年4月号)といった志位和夫による論文がまとめられている。)などがある。敵対セクトについては、革共同・共産同系に対する『挑発者 : トロツキストの正体』（1967年刊）、親中国派の『毛沢東盲従の末路：「連合赤軍」事件の根源をつく』（1972年）、「日本のこえ」派（親ソ連派）に対する『志賀一派批判』（1974年）などがある。国政政党のレベルでは、『公明党の体質を究明する：言論・出版妨害をめぐって』や『民社党：その理論と行動』、『社会党の右転落』（1980年刊）などがある。
雑誌編集委員会には中央機関誌の『前衛』『月刊学習』、『女性のひろば』、『議会と自治体』各誌の編集部がおかれている。
- 以下は第29回大会後の機構。2024年1月30日付の「しんぶん赤旗」で発表された。

| - 政策委員会（責任者：山添拓） - 経済・社会保障政策委員会（垣内亮） - 政治・外交委員会（小松公生） - 宣伝局（局長：田村一志） - 広報部（植木俊雄） - 国民の声室（藤原忠雄） - 国民運動委員会（堤文俊） - 労働局（堤文俊） - 農林・漁民局（紙智子） - 市民・住民運動・中小企業局（松原昭夫） - 平和運動局（川田忠明） - 基地対策委員会（小泉親司） - 人権委員会（倉林明子） - 理論委員会（田中悠） | - 学術・文化委員会（土井洋彦） - 文教委員会（藤森毅） - 宗教委員会（足立正恒） - スポーツ委員会（畑野君枝） - 選挙対策局（中井作太郎） - 自治体局（岡崎郁子） - 国際委員会（緒方靖夫） - 党建設委員会（山下芳生） - 組織局（土方明果） - 機関紙活動局（大幡基夫） - 学習・教育局（広井暢子） - 青年・学生委員会（坂井希） - 中央党学校運営委員会（田中悠） - 法規対策部（柳沢明夫） - 人事局（浜野忠夫） | - 財務・業務委員会（責任者：岩井鐵也） - 財政部（藤本哲也） - 機関紙誌業務部（大井伸行） - 管理部（大久保健三） - 厚生部（大久保健三） - 赤旗まつり実行委員会（小木曽陽司） - 社会科学研究所（山口富男） - 出版企画委員会（岩井鐵也） - 出版局（田代忠利） - 雑誌刊行委員会（田代忠利） - 資料室（鈴木裕子） - 党史資料（研究）室（岡宏輔） - 中央委員会事務室（工藤充） - 災害問題対策委員会（太田善作） - 赤旗編集局（小木曽陽司） |

## 訴願委員会
訴願委員会は指導機関に対する党内外からの訴え、要望を受け付け、その解決を促進する（第25条）。委員は中央委員会が任命する。第20回大会（1994年）の規約改正で新設された。2024年の29回大会期1中総は訴願委員6名を任命した。責任者は太田善作。

## 規律・監査委員会
規律委員会は党員の規律違反を調査する。また、各級党機関の処分に対する党員の訴えを受け付け審査する（第26条）。
監査委員会は中央機関の会計と事業、財産を監査する（第27条）。
どちらも委員は中央委員会が任命する。2024年の29回大会期1中総は規律委員11名、監査委員3名を任命した。責任者はそれぞれ田邊進、広井暢子となった。3委員会の委員には中央委員でない者も含まれている。
規律委員会と監査委員会の前身は、1958年の第7回大会が新規約を採択して設置された「中央統制監査委員会」である。第7回大会で採択された党規約では、大会で選出される機構として、中央委員会と並行して中央統制監査委員会が存在していたが、1966年の第10回大会の規約改正で、大会選出の「中央監査委員会」と中央委総会任命の「統制委員会」に分割された。中央監査委員会は1973年の第12回大会における規約改正で、中央委員会総会任命の「監査委員会」に改組された。
第10回党大会において、改正理由を中央委員会は、党が分裂から統一を回復して8年経過し、党の統一と団結が著しく強固になり中央委員会の下に統一して活動する方が効果的であるからであると説明した。

## 中央機関紙編集委員会
中央機関紙編集委員会は、中央機関紙（現在は「しんぶん赤旗」）を編集・発行する機関である。幹部会が編集委員を選出する（第24条）。第29回大会時の幹部会は、責任者の小木曽陽司（常任幹部会委員）を含む委員24名を任命した。下部に編集実務を担う赤旗編集局を持ち、その局長は中央機関紙編集委員会責任者が務める。

## 廃止された機関

### 中央委員会副議長
1987年の第18回大会での規約改正で、日本共産党中央委員会副議長が新設され、中央委員会が任意で選出することができるポストとされた。このとき、治療のため幹部会委員長を退いた不破哲三が選出されたが、不破の後任の幹部会委員長であった村上弘が病気療養を余儀なくされると、不破は第6回中央委員会総会（1989年8月）で幹部会委員長の座に返り咲き、副議長ポストは空席となった。
第19回大会第1回中央委員会総会では、立木洋が副議長に選出された。2000年の第22回党大会の規約改定で廃止された。

## 本部ビル

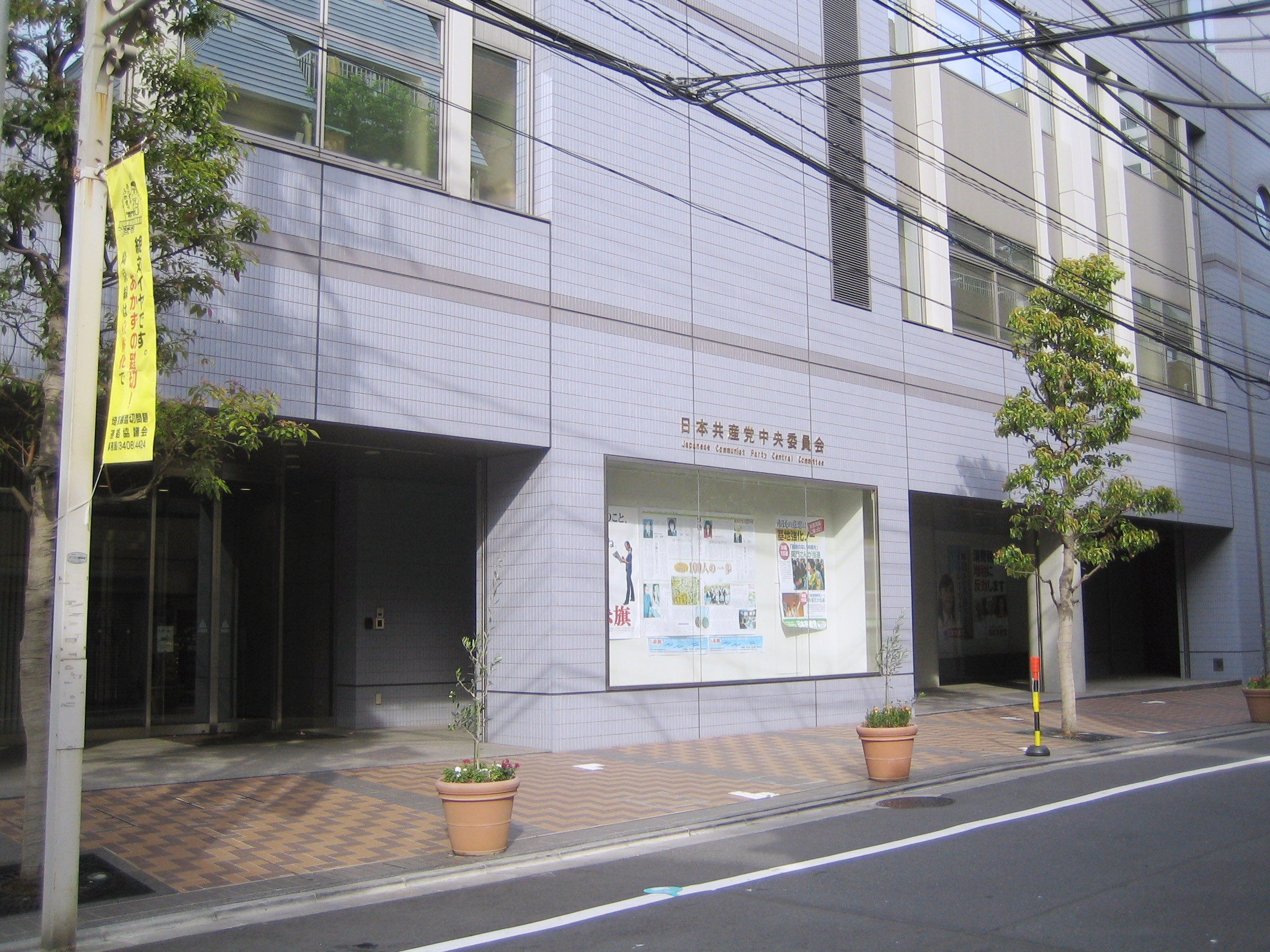
本部入口

日本共産党中央委員会の入居する日本共産党本部ビルは、東京都渋谷区千駄ヶ谷4丁目26-7にある。正面入口の反対側をJR中央本線、東側を明治通りが通る。代々木駅、北参道駅が最寄り駅である。
地上11階、地下1階の「1期棟」（北西側）と地上8階、地下2階の「2期棟」（南東側）から成り、両棟を地上3階建ての低層基壇が連結し、これを通じて行き来できる。延べ床面積は約1万6500m2で、日本の政党本部ビルとしては自民党（自由民主会館）をしのぎ最大である。2000年から着工し、2005年に竣工した。
総工費は85億円、うち45億円を党の積立基金が負担し、残り40億円を寄付や無利子借入金とし、順調に集まった。設計・監理責任者は地域建築空間研究所所長の小林良雄。
「赤旗編集局」は明治通りを挟んで東側にある「ASビル」にあかつき印刷の印刷工場とともに入居している。

### 沿革

#### 旧体制下における本部
旧体制下においては非合法政党として警察から継続的に一斉検挙等の弾圧を受けたため、結党から1935年の中央委壊滅まで一貫して固定的な本部の建物をもつことはなかった。本部は地下に潜行しつつ各地を転々とし、会議の際には秘密裏に旅館や党員の下宿などに会場を設けて対応した。

#### 千駄ヶ谷の溶接学校跡地に建設
第二次世界大戦後、連合国軍最高司令官総司令部の指令により合法化されるとまもなく、日本共産党は現在と同じ場所にあった木造2階建ての建物に「日本共産党中央委員会」の看板を掲げ、本部を構えた。「旧本館」と呼ばれる。この建物はもともとは映画館だったが、1936年に職業訓練施設・東京高等電気溶接学校の校舎となり、戦中は落下傘を縫製する軍需工場としても利用された。電気溶接学校は1945年3月の東京大空襲で閉校し、建物は所有者で党員の岩田英一（戦後は准中央委員や東京都議会議員などを歴任。後に除名）が党に寄付した。土地は国有地であったが、のちに大蔵省から払い下げを受けて党の所有となった。旧本館は当時としても手狭で、古い木造建築であったため、長期にわたって改築と建て増しが繰り返された。戦後初期には機関紙印刷をになう「ヒカリ印刷」（現「あかつき印刷」）工場を党本部の横に建設し、続いて赤旗編集局が入居する2階建ての建物が増設された。

#### 発展期における拡張
とりわけ1960年代は党勢の飛躍的な伸張に応じて急激に拡大し、1号館（1960年）、2号館（1965年）、本館改築（1967年）、3号館・4号館（1969年）、5号館・日伸ビル買い取り（1970年）と続いた。1985年には中央機関紙「赤旗」の編集・印刷（あかつき印刷）部門が隣の「ASビル」に転居した。旧党本部は最終的に林立した8棟の建物を廊下で連結した複雑な構造となり、しばしば「迷路」と形容された。

#### 全面改築
1998年に中央委員会は本部ビルの全面建て替えを決定し、常任幹部会の任命した「総合建設委員会」により計画が立てられ、2000年から工事が開始された。1995年の阪神・淡路大震災を受けて行った耐震診断により、法定基準は満たしているものの一部の建物が同地震クラスの地震で倒壊する恐れがあると明らかになったことが契機となった。総合建設委は1998年11月に建て替えの基本方針を「耐震性など安全性の重視」「国民に開かれた建物」「融通性に富み、単純明快」「簡素で経済性」「環境と高齢者・障害者に配慮」の5つにまとめた。総合建設委員会による指名見積合わせ方式の業者選定の結果、建築工事は戸田建設、電気設備工事は弘電社、機械設備工事は大気社に決まり、2000年3月9日に契約を結んだ。委員会責任者となった上田耕一郎は戸田建設について、2代目社長の戸田利兵衛は業界は国政の権力者や特定の政界の庇護を受けるべきでないことを持論とし、同調者たちによって全国建設業協会の初代会長候補へ推されたという社史の記述をひいて、「政党との癒着に反対する社史があるというのは、なかなかいい伝統だなと感じました」と、好意的に紹介した。
1期棟は党創立80周年の2002年7月15日に合わせて竣工し、2期棟は9月中旬に建設が始まり、2005年2月1日、党本部ビル全体が完成した。

#### 2020年代の「大改修」
中央委員会は2024年7月16日に『党本部ビル大改修募金のお願い』を発表し、「建築後20年余を経た党本部ビルの避けることのできない経年劣化への対応などのため、2年の期間をかけ、5億円余りの資金で改修・改造を行う」ことを明らかにした。この資金は支持者からの寄付と借入協力金（無利子借入）で賄う。この改修にあたっては、館内照明を基本的にLED化するなど「再エネルギー・省エネルギーをすすめ、環境にやさしい建物、個人の尊厳と多様性を尊重する今日の党にふさわしい建物にする」としている。

### 構造

#### 全体
本部ビルの設計と運用には地元商店街や周辺住民にも配慮がなされている。低層基壇の高さを商店街の建物に合わせた上で1期棟4階以上をさらに3m後退させた。また、建物全体を公道より後退させて幅3mのタイル敷きの遊歩道を設けた。
2期棟のエントランスホールは8時から20時まで自由に出入りできるようにするなど、一部が一般に開放されており、通行人は北参道から明治通りへ短絡することができる。
ただし、1期棟の入口は大企業オフィスと同様、中央制御のIDカードを用いたセキュリティチェックを受けなければならない。本部見学も行われている。

#### テナント・多目的ホール
1期棟2階には東京勤労者医療会の代々木診療所があり、地域住民も利用できる。2階の「多目的ホール」は近隣のマンション自治会や町内会の会合にも貸し出している。

#### 資料室・会議室・執務室
御厨貴は「言論と理論の党」の象徴として資料室と会議室の充実を本部ビルの特徴に挙げた。「資料室」（中央委員会書記局の部署）には13万冊の蔵書があるほか、国際関係や社会科学研究所付属の資料室、マイクロ・リーダーも備える。数字が無機的に付られ、用途の決められていない大中小、区切りのできる会議室が非常に多くある。2期棟の3階・4階には吹き抜けで500人収容の「大会議室」があり、中央委員会総会や地区委員長会議が開催できる。上田耕一郎もマスコミを招いた見学にて、「政党にとって重要な会議室を重視したこと」を説明している。
書記局や幹部会委員長などの執務室は7階にある。面積は1人当たり9.6m2と平均的な事務所と同じである。委員長室と書記局長室は秘書事務室から分岐しており、ドアは基本的に開放されている。御厨はこの構造を「幹部たちの往来自由な共同空間が確保され、少し歩けば互いにすぐ話ができる」と解説。また、書記局は学校の職員室のような趣があり、「これらの人々の執務に建築上からは、階統性の意識が反映されぬ形になっている」と分析した上で、色彩計画と総合して学校建築のイメージを重ね合わせている。

#### 内観
色彩計画については、1期棟を青系統、2期棟を緑系統のベースカラーで分け、4箇所の非常階段には赤青黄緑の原色を用いている。

#### 職員食堂
職員食堂を備える。昼夕に営業。低価格に抑え、セルフサービス式で食事提供を行っている。幹部であっても特別扱いはしない。一般開放はないが、本部見学などで入場した見学者団体が利用することがある。報道取材は受けており、度々記事になっている他、党公式ツイッターでも「共産党食堂」のハッシュタグでメニューが紹介されている。取材・利用した著名人には笑福亭鶴瓶、香取慎吾、森野熊八（料理研究家）、森永卓郎、スリランカ内務地方自治担当大臣アール・グナセケラ（統一国民党）などがいる。

#### 屋上庭園
2期棟9階は大部分がテラスとして屋上緑化されている。さまざまな植物が植えられており、その中のバラの銘柄には横浜米軍機墜落事件被害者母子追悼の「カズエ」、第五福竜丸ビキニ環礁被爆事件追悼の「愛吉・すずのバラ」、「アンネのバラ」、「ピース」などがある。ソーラーパネルもある。